# 정조 (1979년 영화)
"정조"는 1979년에 개봉한 대한민국의 영화이다.

## 캐스팅
- 이옥미
- 유인촌
- 황해
- 김동현
- 사미자
- 김민규
- 배기정
- 진태만
- 박일진
- 이지은
- 송희순
- 강옥주
- 국정환
- 양성원
- 최성관
- 나갑성
- 김대현
- 남성국
- 김지영